# Aylesford (Kanada)
Aylesford – wieś (village) w kanadyjskiej prowincji Nowa Szkocja, w hrabstwie Kings, między Berwick a Kingston, przy drodze dalekobieżnej Highway 101, miejscowość spisowa (designated place). Według spisu powszechnego z 2016 obszar miejscowości spisowej to: 4,11 km², a zamieszkiwały wówczas ten obszar 833 osoby (gęstość zaludnienia 202,8 os./km²).
Miejscowość, którą nazwano na cześć Heneage’a Fincha, czwartego hrabiego Aylesford, kiedy dokonywano 6 października 1786 podziału okręgu (township) Wilmot, i część tego ostatniego znajdująca się w hrabstwie Kings otrzymała miano Aylesford.